# Цагу
Цагу (рум. Țagu) — село у повіті Бистриця-Несеуд в Румунії. Входить до складу комуни Будешть.
Село розташоване на відстані 301 км на північний захід від Бухареста, 40 км на південний захід від Бистриці, 48 км на схід від Клуж-Напоки.

## Населення
За даними перепису населення 2002 року у селі проживали 692 особи.
Національний склад населення села:
| Національність | Кількість осіб | Відсоток |
| -------------- | -------------- | -------- |
| румуни         | 604            | 87,3%    |
| цигани         | 72             | 10,4%    |
| угорці         | 16             | 2,3%     |

Рідною мовою назвали:
| Мова      | Кількість осіб | Відсоток |
| --------- | -------------- | -------- |
| румунська | 671            | 97,0%    |
| угорська  | 11             | 1,6%     |
| циганська | 8              | 1,2%     |